# 1er-11e régiment de cuirassiers
Le 1er-11e Régiment de Cuirassiers était un régiment de l'arme blindée-cavalerie de l'armée de terre française.
Il a été dissous le 27 juillet 2009 lors d'une cérémonie au cours de laquelle les étendards des 1er régiment de cuirassiers et du 11e régiment de cuirassiers furent retirés de l'ordre de bataille de la France. Le 4e régiment de dragons, prestigieux régiment ayant participé avec ses chars AMX 30 B2 à la guerre du Golfe en 1991, a pris la succession du 1er/11e Régiment de Cuirassiers à cette occasion. Ses missions restent les mêmes mais sa structure passe à 52 chars Leclerc.
Il faisait partie de la 3e brigade mécanisée et était équipé de 80 chars Leclerc. Il était héritier des traditions des 1er et 11e Régiments de Cuirassiers. C'était le plus important régiment de l'arme blindée cavalerie ainsi que de la région terre sud-est.

## Insigne du régiment
Il symbolisait la subdivision d'arme des cuirassiers. « Écu français ancien de gueules broché d'un blindé stylisé de sable placé en face surmonté d'un casque de cuirassier mouvant de l'écu ».

## Implantation
- Le régiment était stationné sur le Camp de Carpiagne à 15 km à l'est de Marseille. Par son site sauvage entre mer et montagnes, ce camp de 15 km² jouit d'un environnement exceptionnel tout en profitant de la proximité des structures de la deuxième ville de France.
- À la suite des restructurations des quatre corps de cavalerie équipés de chars Leclerc, le 1er-11e régiment de cuirassiers est dissous le 29 juillet 2009, il devient le 4e régiment de dragons.
- Gares SNCF d'arrivée : Cassis, à 5 km du camp. Des navettes sont mises à la disposition des militaires entre la gare et le régiment. Le camp de Carpiagne possédait également son propre quai d'embarquement SNCF pour blindés dit "La Gélade".

## Mission - Composition - Matériels

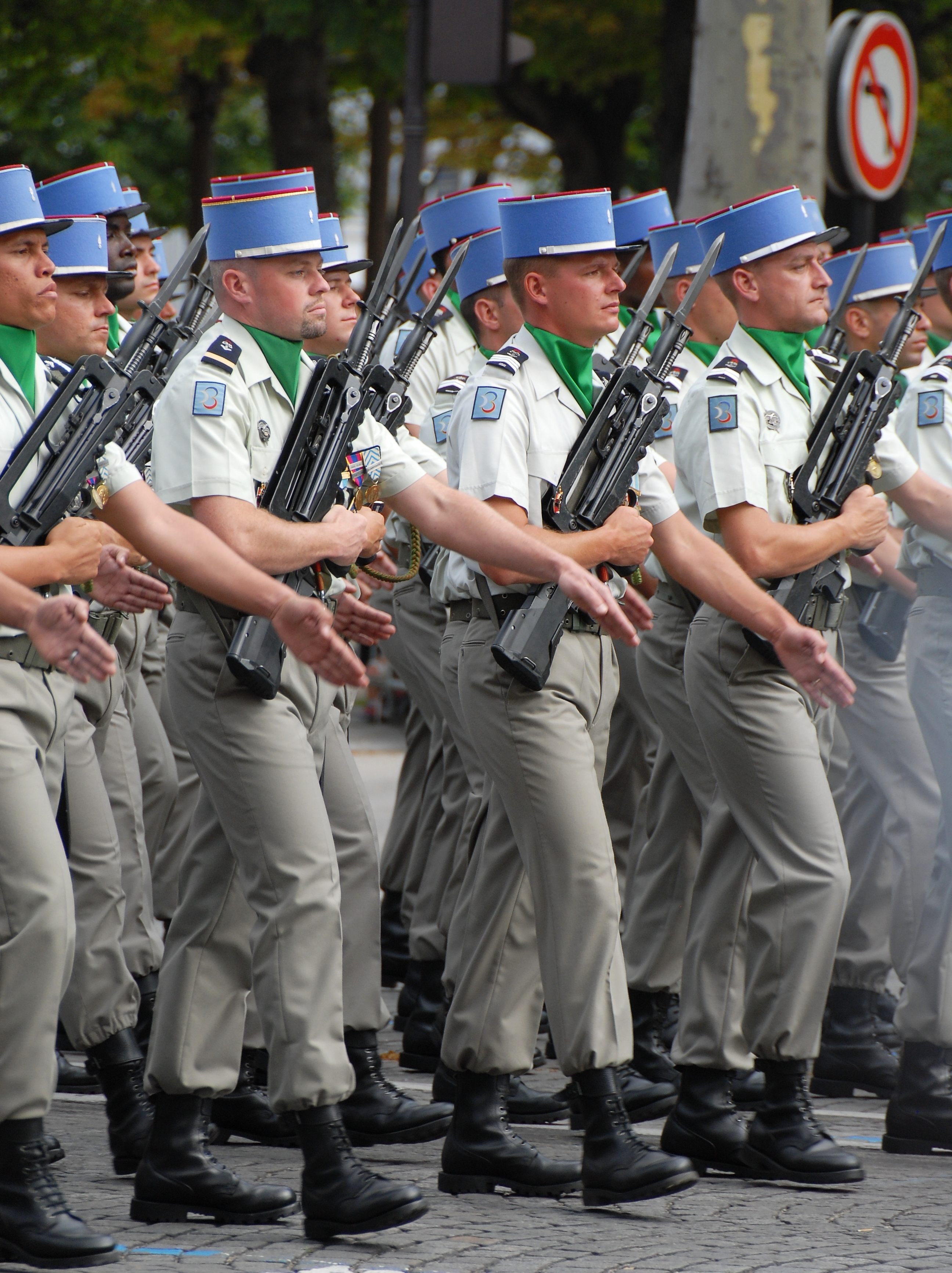
Le 1er-11e de cuirassiers défilant sur les Champs-Élysées, le 14 juillet 2007

### Mission
Le 1er-11e régiment de cuirassiers était un régiment opérationnel capable d'intervenir en tous temps et en tous lieux, lors de crises ou de combats de haute intensité. Il participait activement à des missions de courte durée (Guadeloupe, Sénégal, Côte d'Ivoire…) et aux opérations extérieures (Kosovo, Liban…) avec ses matériels ou sous d'autres structures.

### Organisation
Le régiment rassemblait 1 350 personnels (70 officiers, 370 sous-officiers, 850 militaires du rang et une centaine de personnels civils) et comprend deux groupes de 40 chars. Il était articulé en 12 escadrons d'une centaine d'hommes :
- 6 unités de chars (1/1, 2/1, 3/1 et 1/11, 2/11, 3/11)
- 2 unités de commandement et de logistique (ECL1 et ECL11)
- 1 unité de renseignement (EEI3)
- 1 unité de maintenance (EMR)
- 1 unité de base et d'instruction (EBI)
- 1 unité de réserve (5ᵉ)

### Matériels
Le régiment fut depuis 2005 totalement équipé du char Leclerc. Il fut aussi équipé de blindés légers (VBL) pour l'unité de renseignement.

### Subordinations
Le régiment était subordonné à la 3e Brigade Mécanisée elle-même composante de la force d'action terrestre.

## Formation - Emplois

### Formation
Les formations initiales se font sur 9 semaines et sont communes à tous les militaires. Les formations « spécialisées » sont inhérentes au type d'emploi choisi et durent de 2 à 8 semaines. La formation de conduite militaire dure 2 semaines.

### Spécialités et emplois
- Officiers : chef de peloton de chars ou de peloton d'éclairage.
- Sous-officiers : chef de char, de patrouille, de poste radar, de secrétariat ou d'équipe de maintenance.
- Militaires du rang : pilote Leclerc, opérateur tourelle Leclerc, pilote d'engin blindé (VAB et VBL), combattant toutes armes, secrétaire, mécanicien, cuisinier, serveur, transmetteur, brancardier secouriste, conducteur VL et PL.

## Chefs de Corps
- 1999-2001 : Colonel Bertrand Dumont Saint Priest
- 2001-2003 : Colonel Bernard de Courrèges d'Ustou
- 2003-2005 : Colonel Hautecloque-Raisz
- 2005-2007 : Colonel Pillet
- 2007-2009 : Colonel de Saulce Latour

## Sources et bibliographie
- Général de brigade Philippe Peress 31, rue Hoche 49400 Saumur.
- Musée des Blindés ou Association des Amis du Musée des Blindés 1043, route de Fontevraud, 49400 Saumur.